# Nadezjda Popova
Nadezhda Popova, född 17 december 1921, död 8 juli 2013, var den första kvinnliga stridspiloten i Sovjetunionen och tilldelades ett flertal utmärkelser för sina insatser under andra världskriget.